# 拉贾尔德萨尔
拉贾尔德萨尔（Rajaldesar），是印度拉贾斯坦邦Churu县的一个城镇。总人口22837（2001年）。

## 人口
该地2001年总人口22837人，其中男性11670人，女性11167人；0—6岁人口4383人，其中男2295人，女2088人；识字率48.09%，其中男性为59.61%，女性为36.05%。